# 1st Armoured Division (Vereinigtes Königreich)
Die 1st Armoured Division (deutsch 1. Panzerdivision) war eine Panzerdivision der British Army. Sie wurde erstmals im Zweiten Weltkrieg aufgestellt und war von 1976 bis 2015 als Teil der britischen Streitkräfte in Deutschland stationiert. Im Juli 2014 wurde der Verband in 1st (United Kingdom) Division bzw. 1st Division (Vereinigtes Königreich) umbenannt.

## Geschichte

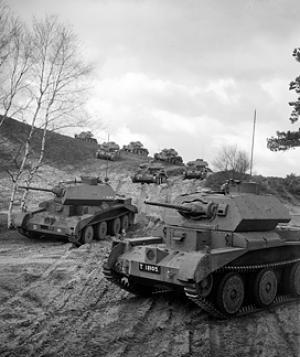
Cruiser Mk. IV der 1st Armoured Division bei der Übung, April 1941

### Zweiter Weltkrieg
Die Division wurde mit Kriegsbeginn 1939 durch Umbenennung der seit 1937 bestehenden „Mobilen Division“ aufgestellt. Im April 1940 wurde sie als Teil der British Expeditionary Force nach Frankreich verschifft und nahm an der Schlacht um Frankreich teil. Ihre Evakuierung erfolgte im Juni 1940.
Bis zum 27. August 1941 befand sich die 1st Armoured Division in Erwartung einer deutschen Invasion im Vereinigten Königreich und wurde dann unter Führung von Generalmajor Herbert Lumsden zur 8th Army nach Ägypten transferiert. Sie traf am 13. November 1941 in Alexandria ein und nahm am Feldzug in Nordafrika teil. Die 1st Armoured Division kämpfte in der Folge in zahlreichen Gefechten gegen die deutsch-italienischen Truppen unter General Erwin Rommel, darunter bei Gazala, Marsa Matruh, in der Ersten und Zweiten Schlacht von El Alamein, bei der Tebaga-Lücke, an der Mareth-Linie, bei Akarit und El Curcia.
Nach dem Ende des Tunesienfeldzuges im Mai 1943, bei dem fast 250.000 deutsche und italienische Soldaten gefangen genommen wurden, verblieb die 1st Armoured Division bis Mai 1944 in Nordafrika. Mit Ausnahme der 18th Infantry Brigade (ehemals 7th Motorisied Brigade), welche vorübergehend zur britischen 1st Infantery Division in den Brückenkopf von Anzio transferiert wurde, wechselte die Division Ende Mai 1944 an die italienische Front. Im Rahmen des V Corps (Generalleutnant Charles Keightley) folgten im August und September Kämpfe an der Gotenlinie. Die 2nd Armoured Brigade hatte hohe Verluste bei Coriano, allein die 2nd Guards-Dragoons verlor 31 von 52 eingesetzten Panzern. Die 2nd Armoured Brigade fungierte später als eigenständige Brigade, die 18th Infantry Brigade wurde aufgelöst, ihre Truppen hauptsächlich auf die 46th und 56th Infantry Division verteilt. Die Division wurde am 11. Januar 1945 offiziell aufgelöst.

### Rheinarmee

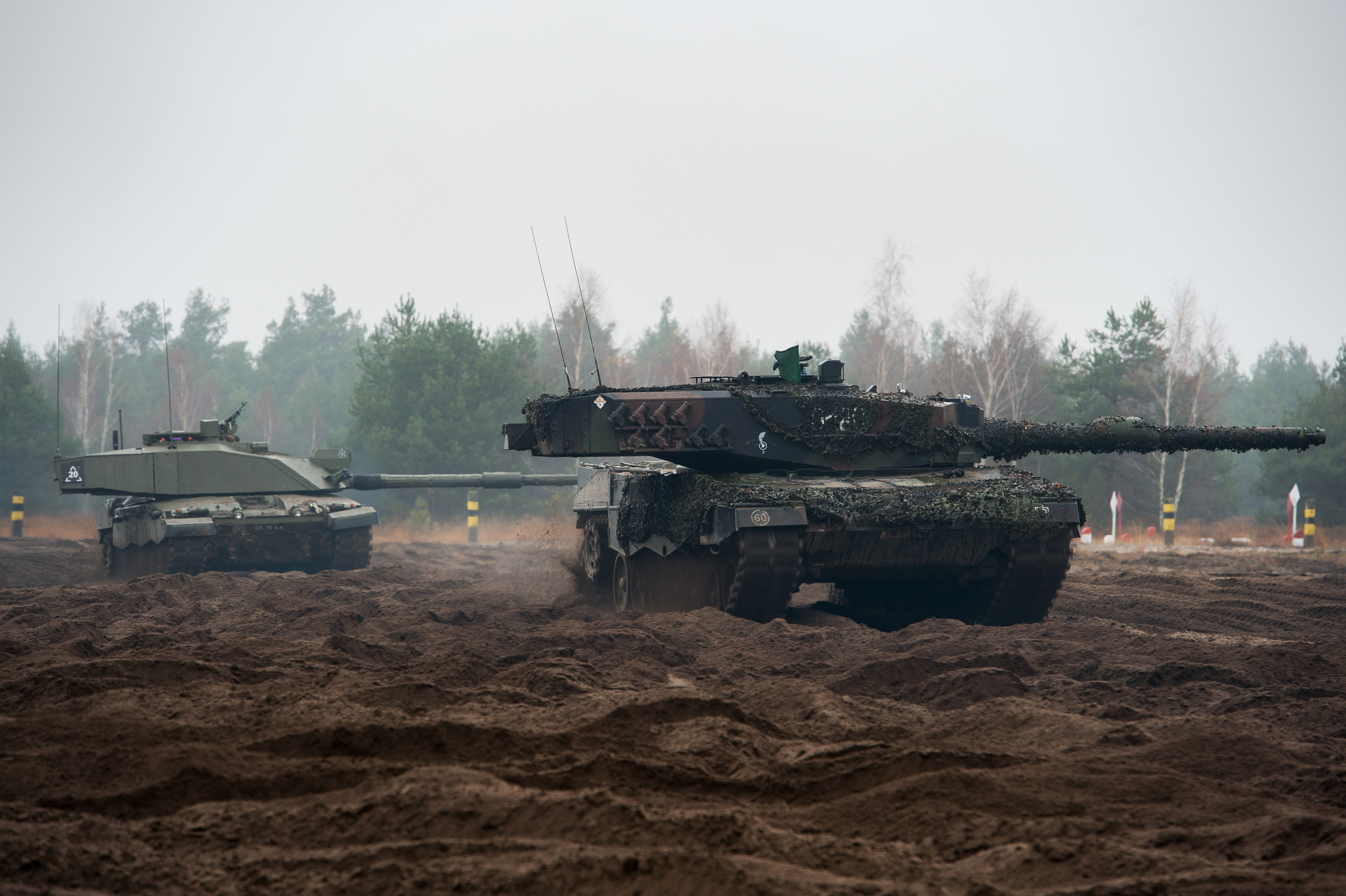
King’s Royal Hussars auf einer NATO-Übung in Polen

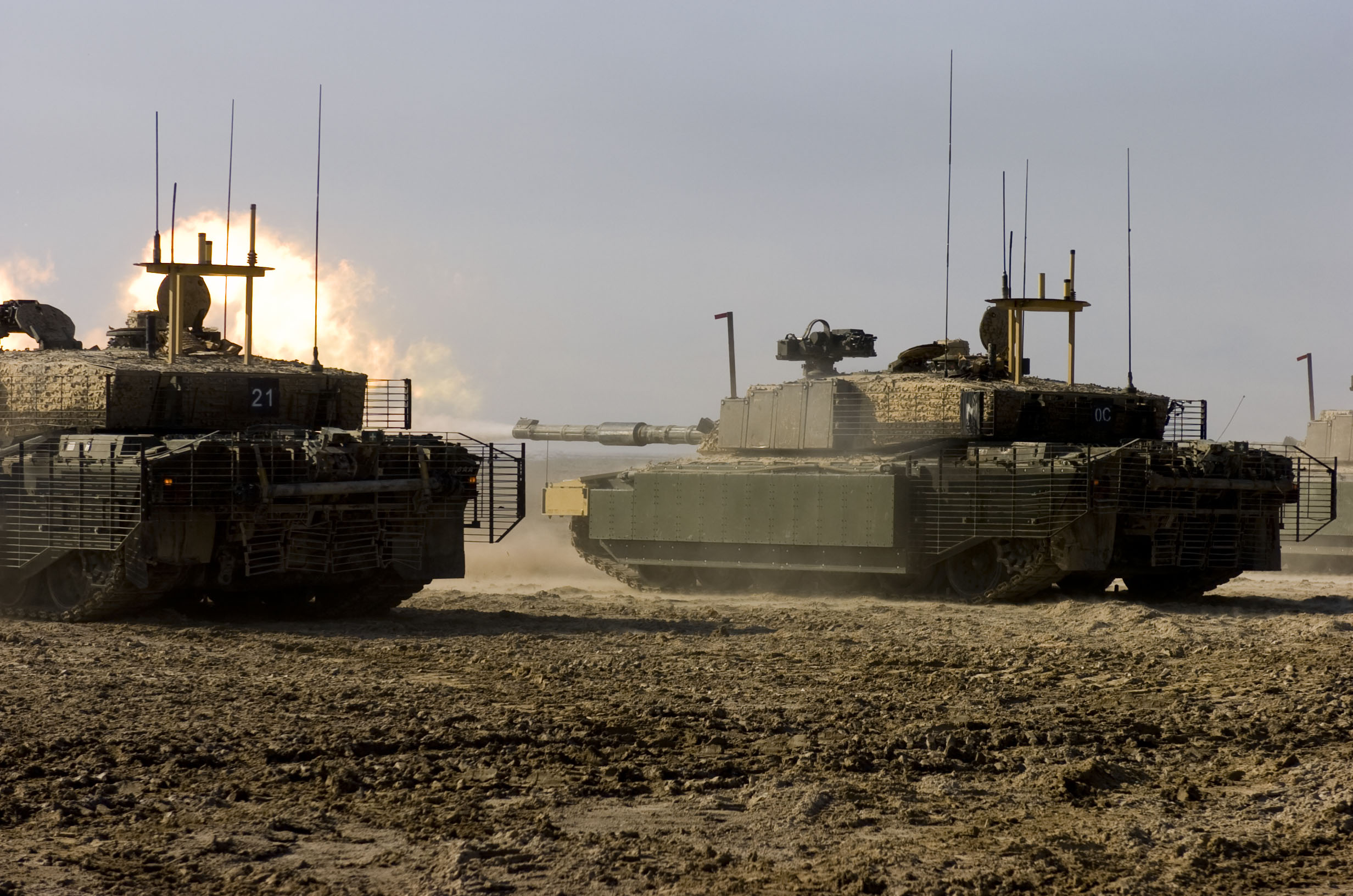
Feuernder Challenger-Panzer im Irakkrieg

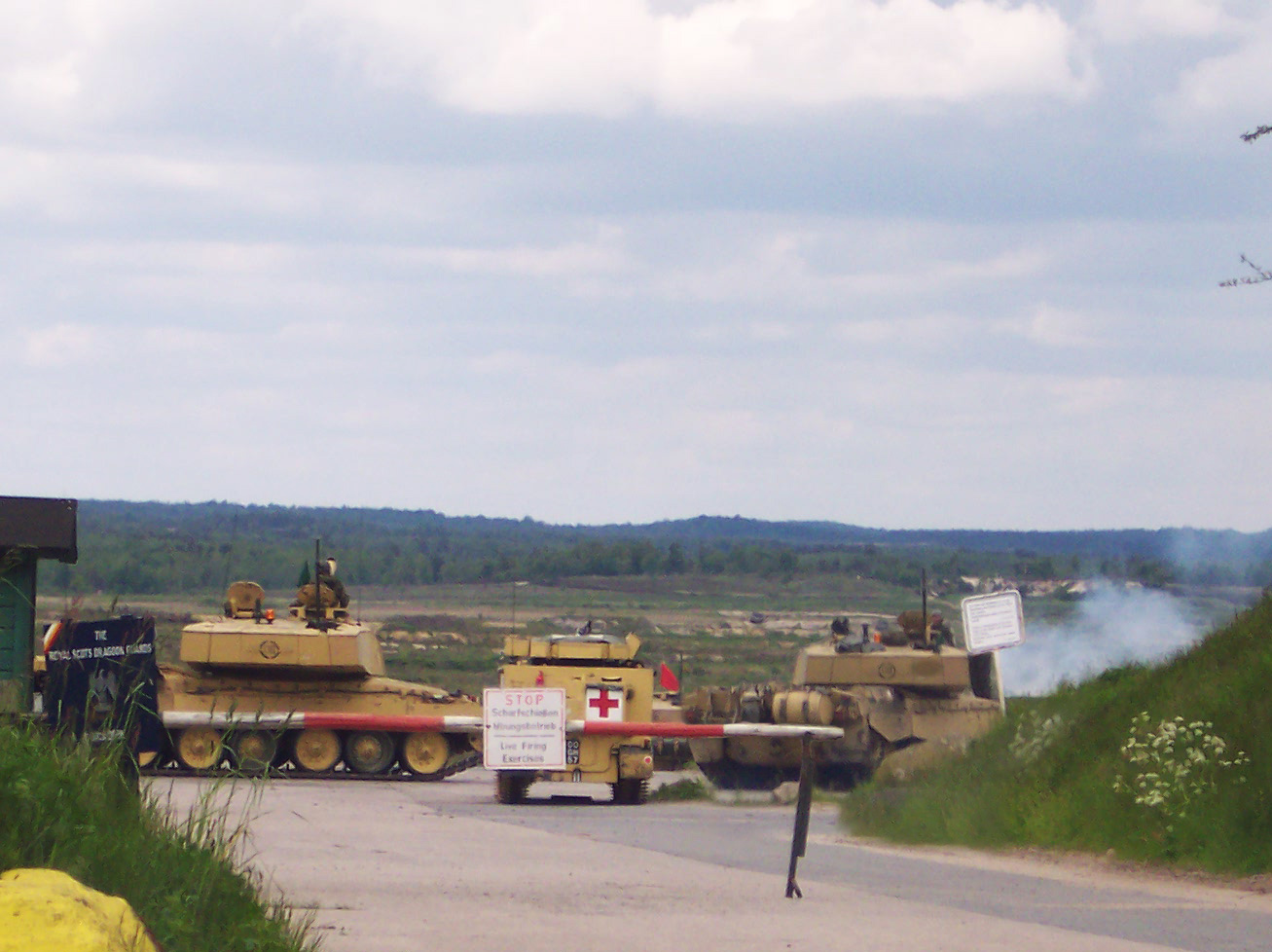
Panzer der Royal Scots Dragoon Guards auf der Schießbahn in Bergen-Hohne

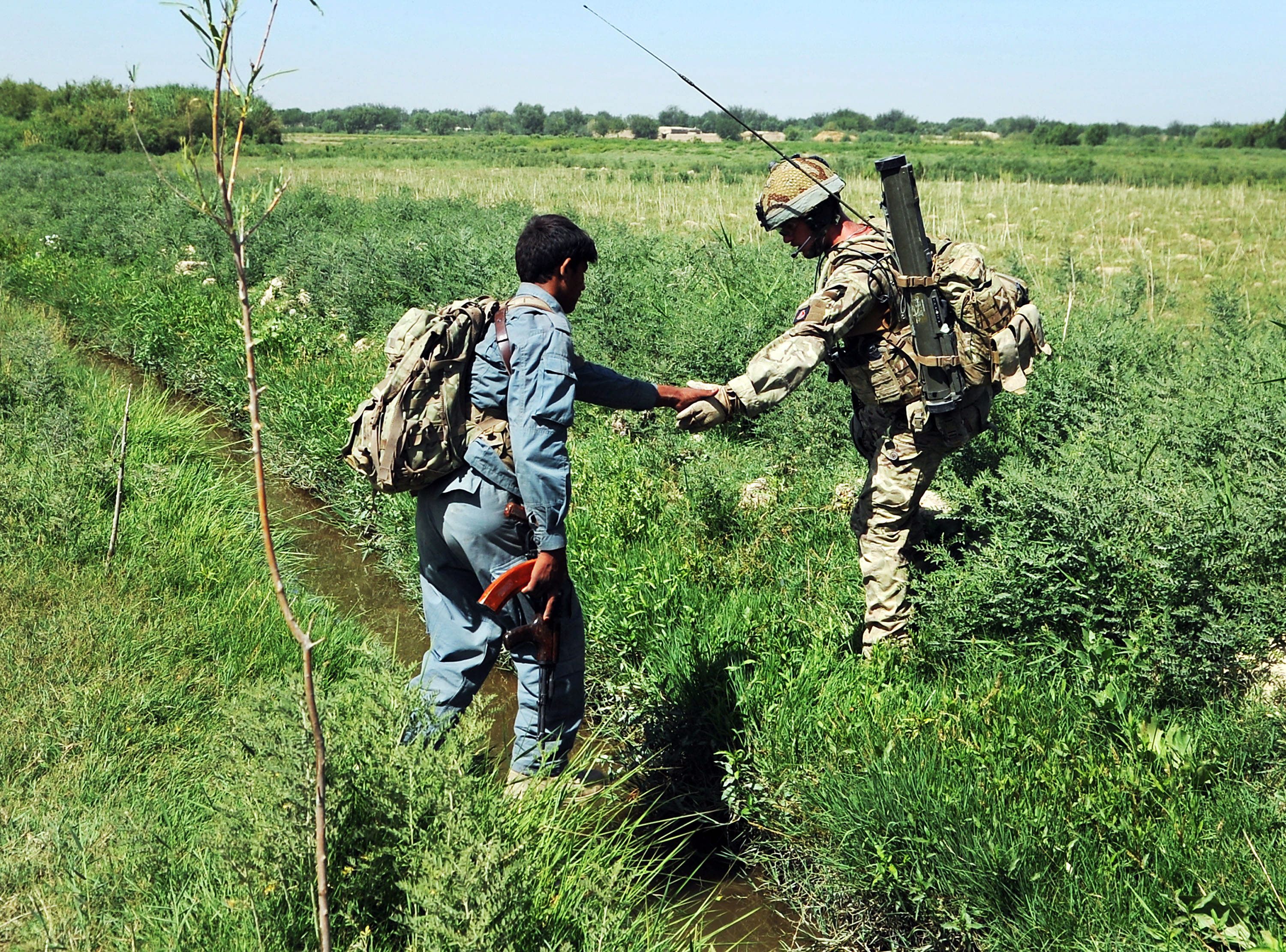
Soldat der Royal Scots Dragoon Guards in Afghanistan

1976 wurde die Division durch Umbenennung der 1st Infantry Division erneut aufgestellt und war seitdem als Teil der Britischen Rheinarmee in Verden an der Aller stationiert. In den 1970er Jahren bestand die 1st Armoured Division aus den beiden Kernelementen der 7th und 22nd Armoured Brigade, welche die Task Forces ALPHA imd BRAVO bildeten. Die 12th Armoured Brigade wurde dem Verband erst in den 1980er Jahren unterstellt.
1990 wurde das Divisionshauptquartier nach Saudi-Arabien verlegt, wo die Division als Teil der Koalitionsstreitkräfte am Zweiten Golfkrieg teilnahm.

#### Gliederung während des Kalten Krieges
- 7th Armoured Brigade “Desert Rats”[2]
  - 7th Armoured Brigade HQ und Fernmeldeabteilung
  - Royal Scots Dragoon Guards (Challenger 2 Kampfpanzer)
  - 9th/12th Royal Lancers (Aufklärung)
  - 4th Battalion Royal Regiment of Scotland (leichte Infanterie)
  - 3rd Battalion Mercian Regiment (Mech. Infanterie – Warrior Fighting Vehicle)
  - 2nd Battalion Royal Regiment of Fusiliers (leichte Infanterie)

- 12th Armoured Brigade
  - The Royal Lancers (Queen Elizabeths’ Own) (Aufklärung)
  - The King’s Royal Hussars (Panzerbataillon)
  - 1st Battalion, The Yorkshire Regiment (Mech. Infanterie)
  - 1st Battalion, The Royal Welsh (Mech. Infanterie)
  - 1st Battalion, Scots Guards

- 22nd Armoured Brigade

- Divisionstruppen

### Britische Streitkräfte in Deutschland

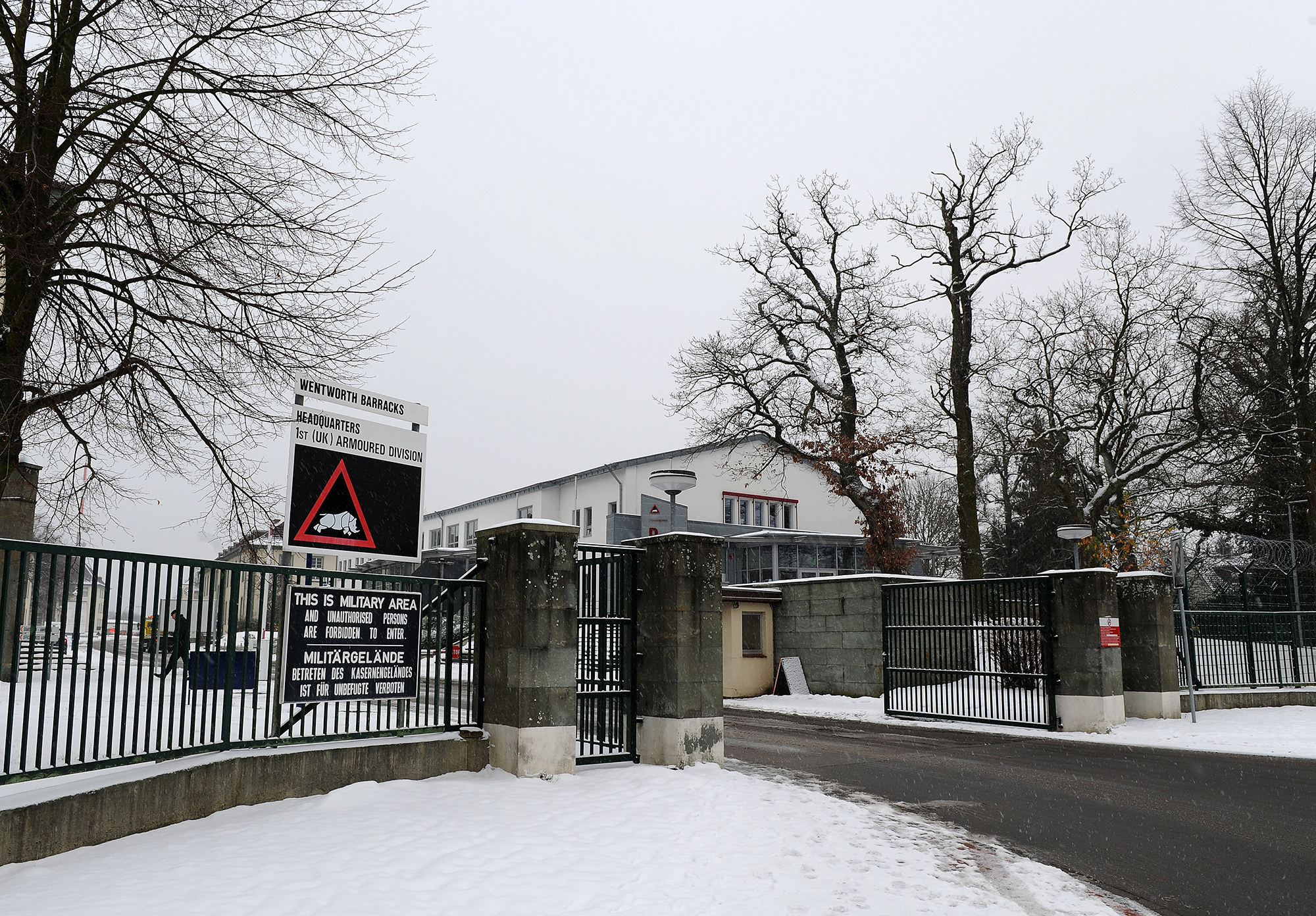
Eingang zur Herford Army Base Germany (2010)

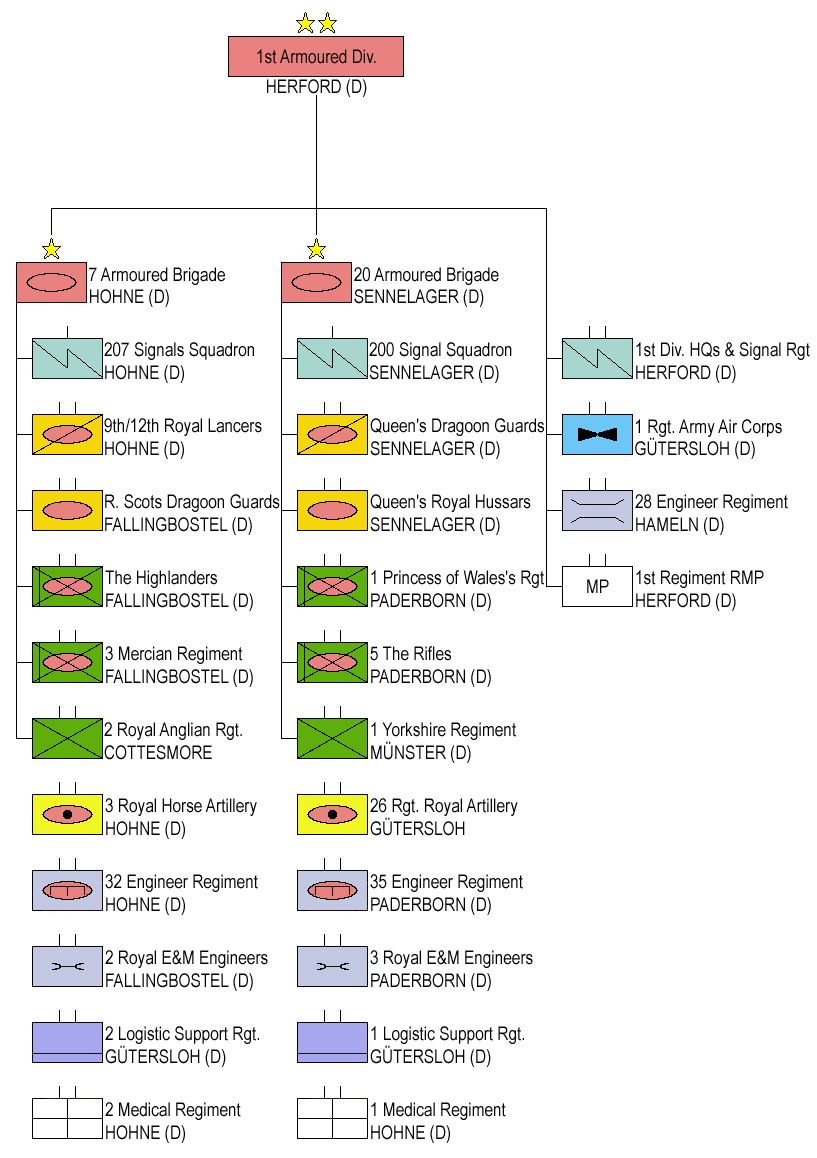
Struktur der 1. Panzerdivision vor der Verlegung nach Großbritannien

Das Divisionshauptquartier befand sich von 1993 bis 2015 in Herford, Nordrhein-Westfalen. Im Zuge der Kräftereduzierung nach dem Ende des Kalten Krieges war die Division seit 1994 die einzige verbliebene Division der britischen Armee in Deutschland. 1996/97 und 1998/99 stellte sie das Hauptquartier der multinationalen Division Südwest in Bosnien und Herzegowina (→ SFOR). 2003 wurde die Division erneut in die Golfregion verlegt, wo sie am Irakkrieg teilnahm. Zuletzt war die Division neben der 3rd Infantry Division eine von zwei kontinuierlich kampfbereiten Divisionen der britischen Armee. Die Division, die größte und stärkste des britischen Heeres, wurde von einem Generalmajor kommandiert und bestand aus zwei Panzerbrigaden – der 7th und 20th – sowie aus Kampf- und logistischen Unterstützungselementen. Die Kampftruppen waren mit dem Kampfpanzer Challenger 2 und dem Schützenpanzer Warrior ausgerüstet.
Die Division unterstand direkt dem Kommando des HQ Land Command in Großbritannien (dieses wurde 2008 zum Commander-in-Chief, Land Forces (CINCLAND); sie wurde in Deutschland in den Bereichen Infrastruktur, Verwaltung und Fürsorge vom HQ UKSC(G) unterstützt.
Die 1st Armoured Division war dem Allied Command Europe Rapid Reaction Corps (ARRC) assigniert und in der Lage, nationale oder NATO-Einsätze von friedenssichernden Aufgaben bis zu Kriegseinsätzen durchzuführen. Bei ARRC-Einsätzen konnte die Division durch die Danish Reaction Brigade (dänische Krisenreaktionsbrigade) verstärkt werden.
Am 18. Juli 2014 wurde der Division im Rahmen einer Militärparade das schwarz-rot-goldene Fahnenband verliehen. Es ist die höchste Auszeichnung für militärische Einheiten in Deutschland. Anschließend wurde die Einheit in 1st (United Kingdom) Division bzw. 1st Division (Vereinigtes Königreich) umbenannt. Grund ist die Neustrukturierung der Britischen Armee unter der Bezeichnung Army 2020, nach der in der Division keine schweren Panzer mehr eingesetzt werden sollen.
Am 1. Juni 2015 wurde die Division aus Herford abgezogen und in York (Nordengland) stationiert.

## Gegenwart
In Folge des im gleichen Jahr begonnenen Russisch-Ukrainischen Kriegs begann mit einiger Verzögerung zu einer Umorientierung der NATO in Richtung Bündnisverteidigung. Die auf dem NATO-Gipfel in Den Haag 2025 vereinbarten Fähigkeitsziele sehen vor, die Division zu einer Expeditionstruppe zu entwickeln. Hierzu soll sie primär mit Boxer-Radpanzern ausgerüstet werden.

## Kommandeure
- Major-General Roger Evans (3. September 1939 – 24. August 1940)
- Major-General C. Willoughby M. Norrie (24. August 1940 – 5. November 1941)
- Major-General Herbert Lumsden (5. November 1941 – 3. Januar 1942)
- Major-General Frank W. Messervy (3. Januar 1942 – 12. Februar 1942)
- Major-General Herbert Lumsden (12. Februar, verwundet am 19. Juli 1942)
- Major-General A.H. Gatehouse (19. Juli, verwundet am 22. Juli 1942)
- Brigadegeneral A. F. Fisher (22. Juli 1942 – 19. August 1942)
- Major-General Raymond Briggs (19. August 1942 – 17. Juli 1943)
- Major-General Alexander Galloway (17. Juli 1943 – 14. August 1944)
- Major-General Richard Hull (14. August 1944 – 24. November 1944)
- Lieutenant Colonel T.E.F. Vogel (24. November 1944 – Januar 1945)
- Major-General Alan Jolly (1960–1961)
- Major-General Thomas Pearson (1961–1963)
- Major-General Miles Fitzalan-Howard (1963–1965)
- Major-General Richard Ward (1965–1968)
- Major-General Allan Taylor (1968–1970)
- Major-General Jack Harman (1970–1972)
- Major-General Edwin Bramall (1972–1973)
- Major-General John Wilfred Stanier (1973–1975)
- Major-General David Alexander-Sinclair (1975–1977)
- Major-General Richard Lawson (1977–1979)
- Major-General Geoffrey Howlett (1979–1982)
- Major-General Brian Kenny (1982–1983)
- Major-General David Thorne (1983–1985)
- Major-General Anthony Mullens (1985–1987)
- Major-General Richard Swinburn (1987–1989)
- Major-General Roger Wheeler (1989–1990)
- Major-General Rupert Smith (1990–1992)
- Major-General Iain Mackay-Dick (1992–1993)
- Major General Anthony Denison-Smith (1993–1994)
- Major General Roddy Cordy-Simpson (1994–1996)
- Major General John Kiszely (1996–1998)
- Major General Redmond Watt (1998–2000)
- Major General Robin Brims (2000–2003)
- Major General Peter Wall (2003–2005)
- Major General John Cooper (2005–2006)
- Major General Graham Binns (2006–2009)
- Major General Adrian Bradshaw (2009–2011)
- Major-General James Bashall (2011–2012)
- Major-General James Chiswell (2012–2015)
- Major-General Giles Hill (2015–2017)
- Major-General Ralph Wooddisse (2017–2018)
- Major-General Colin Weir (2018–2020)
- Major-General Charles Collins (seit 2020)